# Alophoixus phaeocephalus
El bulbul capirotado (Alophoixus phaeocephalus) es una especie de ave paseriforme perteneciente a la familia Pycnonotidae propia del sudeste asiático.

## Distribución y hábitat
Se encuentra en el sur de la península malaya, Sumatra, Borneo e islas menores circundantes. Su hábitat natural son los bosques húmedos tropicales.

## Subespecies
- Alophoixus phaeocephalus phaeocephalus (Hartlaub, 1844)
- Alophoixus phaeocephalus connectens Chasen & Kloss, 1929
- Alophoixus phaeocephalus sulphuratus (Bonaparte, 1850)
- Alophoixus phaeocephalus diardi (Finsch, 1867)